# Celt (manzana)
Celt es una variedad cultivar de manzano (Malus domestica). 
Un híbrido del cruce de Cox's Orange Pippin x Blenheim Orange. Criado en 1943 por David Harris en Melksham, Wiltshire. Las frutas tienen pulpa fina y dulce.

## Historia
'Celt' es una variedad de manzana, híbrido del cruce de Cox's Orange Pippin x Blenheim Orange. Posee el patrón de rayas del Cox estándar. Criado en 1943 por David Harris en Melksham, Wiltshire (Inglaterra).
'Celt' se cultiva en la National Fruit Collection con el número de accesión: 1951-221 y Accession name: Celt.

## Características
'Celt' árbol de extensión vertical, de vigor moderado. Portador de espuelas. produce cosechas pesadas. Tiene un tiempo de floración que comienza a partir del 2 de mayo con el 10% de floración, para el 8 de mayo tiene una floración completa (80%), y para el 15 de mayo tiene un 90% caída de pétalos.
'Celt' tiene una talla de fruto medio; forma truncado cónico, con una altura de 47.00mm, y con una anchura de 60.00mm; con nervaduras débil-medias; epidermis con color de fondo verde amarillo blanquecino, con un sobre color rojo, importancia del sobre color alto, y patrón del sobre color rayas, "russeting" (pardeamiento áspero superficial que presentan algunas variedades) bajo; carne es de color crema. Jugoso, aromático. Alegre y meloso con sabores intensos.
Listo para cosechar en la primera mitad del segundo período.Su tiempo de recogida de cosecha se inicia a principios de octubre.

## Usos
Una buena manzana de uso de postre fresca en mesa.

## Ploidismo
Diploide, auto estéril. Grupo de polinización: C, Día 8.